# Corte Suprema de Nevada

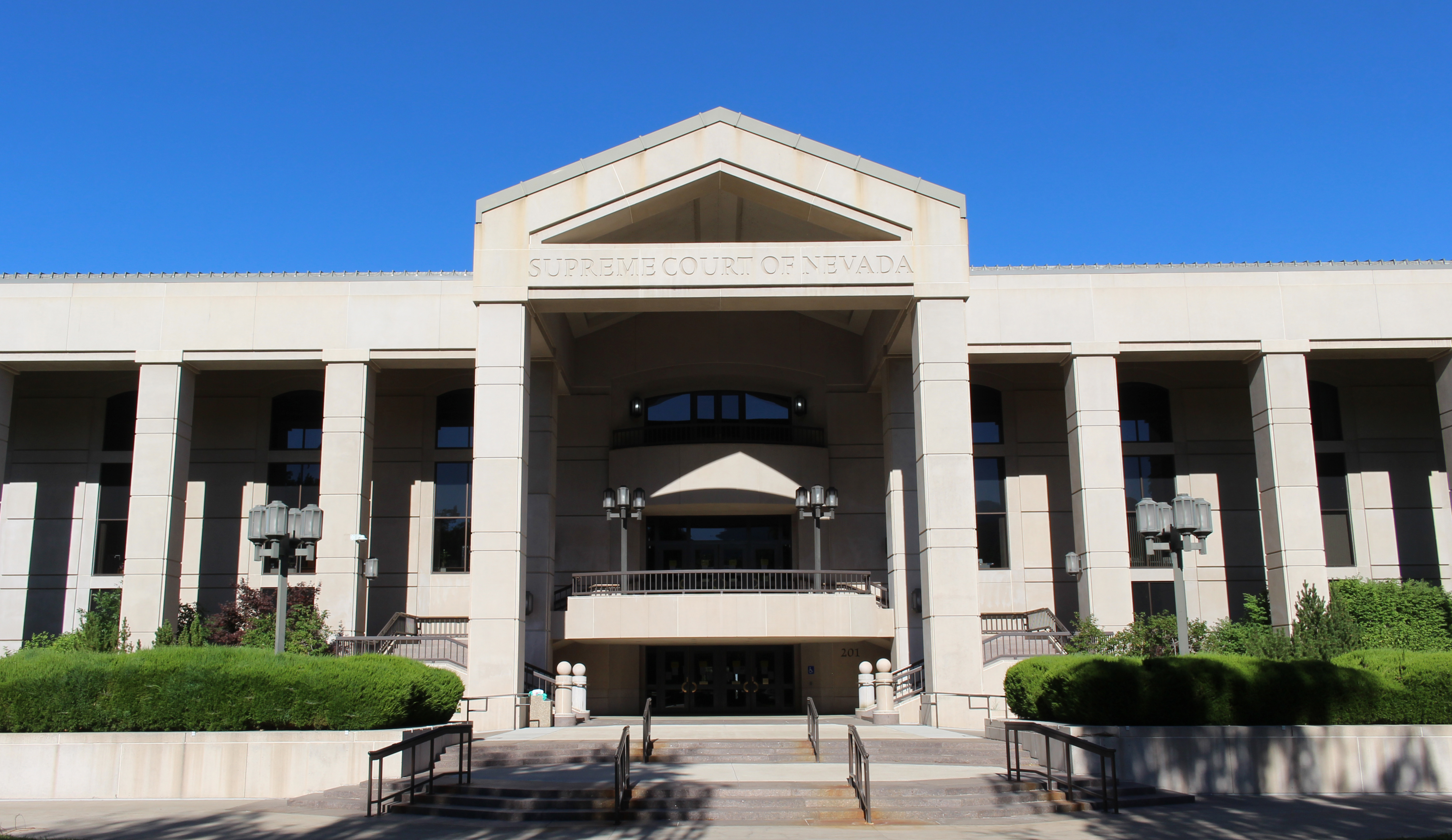
La Corte Suprema de Nevada.

La Corte Suprema de Nevada (en inglés Supreme Court of Nevada) es el mayor órgano judicial del gobierno del estado de Nevada, Estados Unidos.

## Jueces actuales
- Jefe de Justicia Robert E. Rose (1987)
- Juez A. William Maupin (1997)
- Juez Nancy A. Becker (1999)
- Juez Mark Gibbons (2003)
- Juez Michael Douglas (2004) (appointed)
- Juez James W. Hardesty (2005)
- Juez Ron D. Parraguirre (2005)